# Witte marlijn
De witte marlijn (Kajikia albida) is een straalvinnige vis uit de familie van zeilvissen (Istiophoridae) en behoort derhalve tot de orde van baarsachtigen (Perciformes). De wetenschappelijke naam van de soort is voor het eerst geldig gepubliceerd in 1860 door Poey. De vis kan een lengte bereiken van 300 cm.

## Leefomgeving
De witte marlijn is een zoutwatervis. De vis prefereert een subtropisch klimaat en leeft hoofdzakelijk in de Atlantische Oceaan. Bovendien komt de witte marlijn voor in de Middellandse Zee. De diepteverspreiding is 0 tot 150 m onder het wateroppervlak.

## Relatie tot de mens
De witte marlijn is voor de visserij van beperkt commercieel belang. In de hengelsport wordt er weinig op de vis gejaagd.
Voor de mens is de witte marlijn ongevaarlijk.